# Геймановская
Ге́ймановская — станица в Тбилисском районе Краснодарского края.
Административный центр Геймановского сельского поселения.

## География
Станица расположена на берегу степной речки Зеленчук Второй (левый приток Кубани) в 14 км к югу от станицы Тбилисской.

## История
Казачьи хутора на месте станицы появились в 1870 году, в 1879 году был образован посёлок Геймановский. Населённый пункт был назван в честь участника Кавказской войны генерал-лейтенанта В. А. Геймана.
Посёлок преобразован в станицу не позже 1927 года.

## Административное устройство
В состав Геймановского сельского поселения кроме станицы Геймановская входят также:

## Население
| 2002 | 2010  |
| ---- | ----- |
| 1846 | ↘1695 |

- хутор Дальний,
- хутор Дубовиков,
- хутор Советский.